# Anstey, Leicestershire
Anstey är en by och en civil parish i Charnwood i Leicestershire i England. Orten har 6 528 invånare (2011). Byn nämndes i Domedagsboken (Domesday Book) år 1086, och kallades då Anstige/Hanstigie.